# Paul Pattison
Paul Pattison (* 1955 oder 1956) ist ein in Australien lebender Maskenbildner.

## Leben
Pattison begann seine Karriere im Filmstab 1974 beim australischen Fernsehen. Sein Filmdebüt war Tim Burstalls Drama Kangaroo im Jahre 1986. Nach einigen weiteren australischen Filmproduktionen schaffte er mit Farewell to the King den Sprung nach Hollywood. 1996 wurde er für Mel Gibsons Historiendrama Braveheart zusammen mit Peter Frampton und Lois Burwell mit dem Oscar in der Kategorie Bestes Make-up und beste Frisuren ausgezeichnet. Bei den im selben Jahr abgehaltenen BAFTA Film Awards blieb es dagegen bei der Nominierung in der Kategorie Beste Maske. Pattison arbeitete in der Folge an einer Reihe von großen Spielfilmproduktionen, darunter The Expendables 2 und The Expendables 3 sowie Fast & Furious 7 und Fast & Furious 8. Seit 2011 ist er als persönlicher Maskenbildner für Jason Statham tätig.
Neben seinen Engagements beim Film war Pattison auch für das Fernsehen tätig, darunter die Serien Die fliegenden Ärzte und Farscape und der zweiteilige Fernsehfilm Arche Noah – Das größte Abenteuer der Menschheit. Für sein Wirken beim Fernsehen war er zwei Mal für einen Primetime Emmy nominiert, den er jedoch nicht gewinnen konnte.
Paul Pattison lebt mit seiner Familie in Double Bay in Australien.

## Filmografie (Auswahl)
- 1989: Farewell to the King
- 1994: Rapa Nui – Rebellion im Paradies (Rapa Nui)
- 1995: Braveheart
- 1997: Mr. Nice Guy (Yatgo ho yan)
- 2000: The Monkey’s Mask
- 2002: Scooby-Doo
- 2006: Silent Hill
- 2010: Tomorrow, When the War Began
- 2011: Killer Elite
- 2012: The Expendables 2
- 2014: The Expendables 3
- 2015: Fast & Furious 7 (Furious 7)
- 2015: Mad Max: Fury Road
- 2016: Mechanic: Resurrection
- 2017: Atomic Blonde
- 2017: Fast & Furious 8 (The Fate of the Furious)
- 2018: Meg (The Meg)
- 2019: Fast & Furious: Hobbs & Shaw
- 2019: Hellboy – Call of Darkness (Hellboy)
- 2021: Cash Truck
- 2023: Fast & Furious 10 (Fast X)

## Auszeichnungen (Auswahl)
- 1996: Oscar in der Kategorie Bestes Make-up und beste Frisuren für Braveheart
- 1996: BAFTA-Film-Award-Nominierung in der Kategorie Beste Maske für Braveheart